# Бубереве
Бу́береве —  село в Україні, у Хорольській міській громаді Лубенського району Полтавської області. Населення становить 42 осіб. До 2020 орган місцевого самоврядування — Грушинська сільська рада.

## Географія
Село Бубереве знаходиться на відстані 1 км від села Грушине та Широке.

## Історія
З 1917 — у складі УНР, з 1918 — Української Держави Гетьмана Павла Скоропадського. З 1921 - стабільний окупаційний режим комуністів, який був перерваний німецькою військовою владою на два роки. З 1991 - у складі Держави Україна. 
12 червня 2020 року, відповідно до розпорядження Кабінету Міністрів України № 721-р «Про визначення адміністративних центрів та затвердження територій територіальних громад Полтавської області», село увійшло до складу Хорольської міської громади.. 
19 липня 2020 року, в результаті адміністративно - територіальної реформи та ліквідації Хорольського району, село увійшло до складу новоутвореного Лубенського району.